# 6 Tracks
6 Tracks es el primer álbum de Enya en formato de compilación EP publicado el 25 de mayo de 1989 por la compañía discográfica WEA una división de Warner Music. El lanzamiento del álbum fue por motivo del éxito obtenido con Watermark el año anterior, y sobre todo con el tema Orinoco Flow, el cual querían volver revivir, tema que sentó el esquema musical que seguirían todos sus posteriores trabajos, siendo éste el tema de apertura del disco. El 25 de mayo de 1998 con motivo del 10° aniversario del disco y el sencillo, el EP se volvió a publicar contando con los mismos temas sin mayor diferencia que la edición original. 

## Lista de temas
| Nº | Tema                                               | Duración |
| -- | -------------------------------------------------- | -------- |
| 1. | "Orinoco Flow"                                     | 4:25     |
| 2. | "Evening Falls..."                                 | 3:49     |
| 3. | "Out Of The Blue"                                  | 3:12     |
| 4. | "Morning Glory"                                    | 2:28     |
| 5. | "“Smaoitím...” (d’Aodh agus do Mhaire Ui Dhugain)" | 6:08     |
| 6. | "Oíche Chiún (Silent Night)"                       | 3:46     |